# Skechers (singolo)
Skechers  è un singolo dello youtuber pakistano-americano DripReport, pubblicato il 12 gennaio 2020.

## Descrizione
Il brano ha iniziato ad ottenere un successo virale sulla piattaforma TikTok.

## Tracce
Testi e musiche di DripReport e OuhBoy.
Download digitale
1. Skechers – 1:46

Download digitale – Remix
1. Skechers (Remix) (feat. Tyga) – 2:43

Download digitale
1. Skechers (con Badshah) – 2:43

## Classifiche

### Classifiche settimanali
| Classifica (2020) | Posizione massima |
| ----------------- | ----------------- |
| Australia         | 47                |
| Austria           | 40                |
| Belgio (Fiandre)  | 55                |
| Belgio (Vallonia) | 48                |
| Canada            | 36                |
| Danimarca         | 34                |
| Estonia           | 27                |
| Francia           | 6                 |
| Germania          | 41                |
| Grecia            | 24                |
| Irlanda           | 50                |
| Lettonia          | 13                |
| Lituania          | 35                |
| Malaysia          | 9                 |
| Norvegia          | 37                |
| Nuova Zelanda     | 15                |
| Paesi Bassi       | 88                |
| Portogallo        | 97                |
| Regno Unito       | 39                |
| Repubblica Ceca   | 35                |
| Romania           | 85                |
| Slovacchia        | 23                |
| Stati Uniti       | 103               |
| Svezia            | 47                |
| Svizzera          | 32                |
| Ungheria          | 36                |

### Classifiche di fine anno
| Classifica (2020) | Posizione |
| ----------------- | --------- |
| Francia           | 60        |